# Le mie defunte mogli
Le mie defunte mogli (titolo originale My Late Wives), pubblicato in Italia anche con il titolo Giù la maschera, è un romanzo giallo scritto nel 1946 da John Dickson Carr con lo pseudonimo di Carter Dickson. È il diciassettesimo romanzo che ha come protagonista il burbero Sir Henry Merrivale, noto come "Il Vecchio" o semplicemente "H.M."

## Trama
Il famoso attore Bruce Ransom riceve un copione teatrale da un autore anonimo e decide di portarlo sulle scene. La trama è ispirata alle azioni di un celebre bigamo e assassino seriale, Roger Bewley, che prima della guerra si è sbarazzato di tre mogli e di un'amante, facendo scomparire i loro cadaveri con un metodo che la polizia non è mai riuscita a scoprire. Bewley è poi scomparso da ormai undici anni senza lasciare traccia, malgrado la caccia accanita guidata dall'ispettore Masters di Scotland Yard. La commedia dovrebbe raccontare cosa è accaduto a Bewley dopo la sua scomparsa, e ruota intorno al personaggio di un turista che arriva in una piccola località balneare dell'Inghilterra e che viene sospettato dagli abitanti del luogo di essere Bewley, mentre si rivelerà alla fine essere uno scrittore famoso in cerca di pubblicità. Beryl West, regista e amica di Ransom, non è convinta della bontà della trama e gli propone un esperimento: dato che lui stesso sta per andare in vacanza nel villaggio di Aldebridge, perché non recitare nella realtà il ruolo del presunto Bewley della commedia e studiare le reazioni dei paesani? Ransom è entusiasta dell'idea e si accinge a metterla in pratica, malgrado il parere contrario del suo amico e avvocato Dennis Foster, il quale è convinto che l'esperimento potrebbe essere molto pericoloso, dato che il vero Bewley è ancora in libertà. E quando si scopre che il copione è stato spedito proprio da Aldebridge, l'ispettore capo Masters e Sir Henry Merrivale, il Vecchio, ritengono necessario intervenire. Perché c'è ragione di sospettare che l'anonimo autore della commedia possa essere lo stesso Roger Bewley.

## Personaggi principali
- Dennis Foster - avvocato
- Bruce Ransom - famoso attore di teatro
- Beryl West - regista
- Horace Chittering - appassionato di teatro
- Comandante Renwick - ex-militare, proprietario di un albergo
- Johathan Herbert - gentiluomo benestante
- Clara Herbert - sua moglie
- Daphne Herbert - sua figlia
- Mildred Lyons - stenografa
- Richard Berkeley - sacerdote
- Donald Fergus MacFergus - insegnante di golf
- Humphrey Masters - ispettore capo di Scotland Yard
- Sir Henry Merrivale - il Vecchio

## Critica
"Le mie defunte mogli"  è zeppo di atmosfere sinistre e raccapriccianti, anche se non accade molto. La scrittuta di Carr qui è al suo meglio, e la sua descrizione della "casa del terrore" è uno dei suoi risultati migliori sotto questo aspetto. Carr crea anche alcune delle sue caratterizzazioni migliori: il Comandante Renwick, Chittering, l'appassionato di teatro, e Beryl West, uno dei personaggi femminili più convincenti che Carr abbia mai creato. Comunque, il libro è lontano dalla perfezione (...) Ci sono alcune buone scene e autentica tensione (la questione del cadavere) ma la maggior parte dell'azione è in effetti inazione; discussioni superflue e rivelazioni ritardate conducono a un finale troppo lungo."

## Edizioni
- Carter Dickson, Giù la maschera, traduzione di Dina Corrada Uccelli, collana I Gialli Classici Aurora, n. 9, Editoriale Aurora, 1961.

- Carter Dickson, Le mie defunte mogli, traduzione di A.M. Francavilla, collana Classici del Giallo n. 1094, Arnoldo Mondadori Editore, 2006,  p. 237.